# Heiko Kasseckert

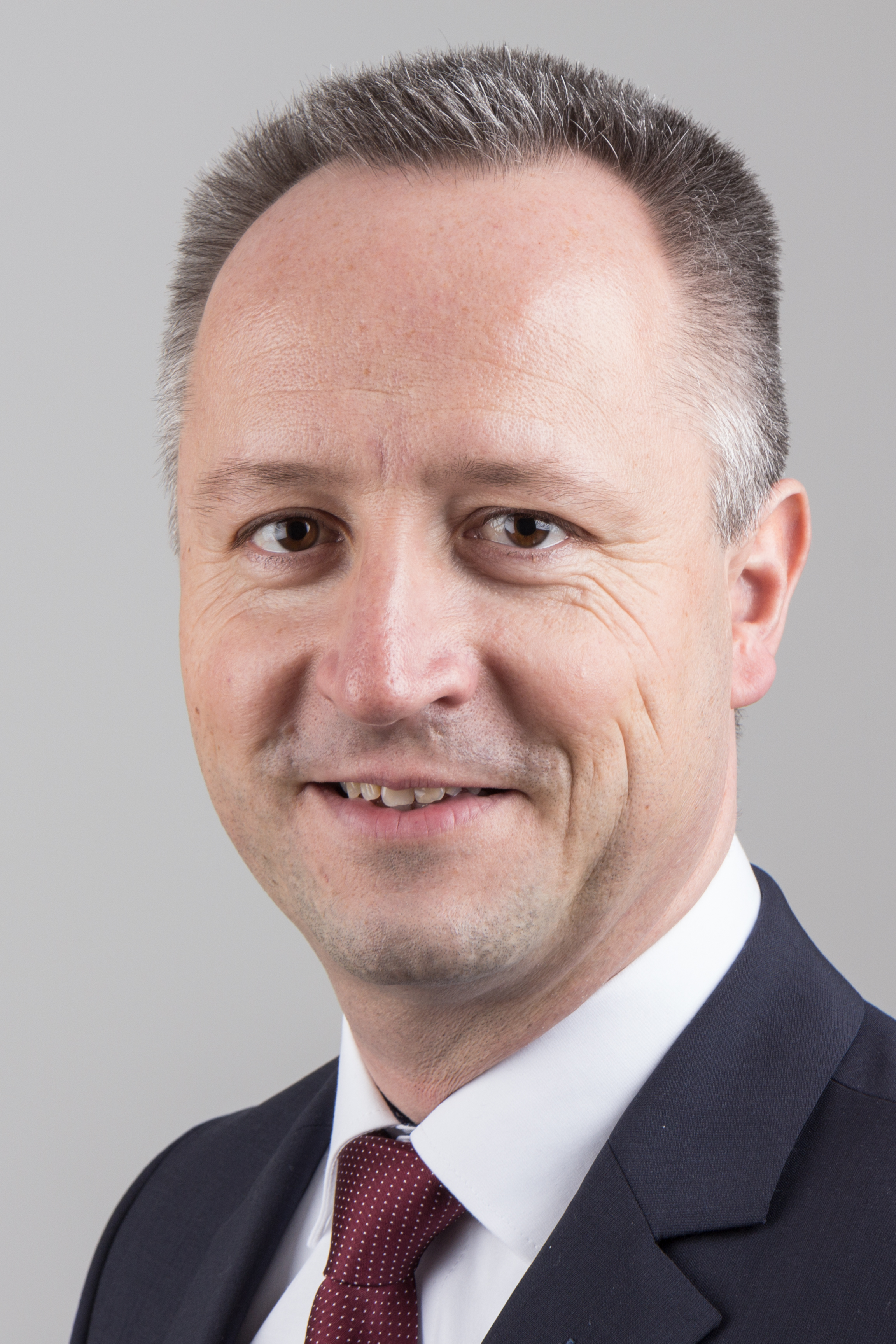
Heiko Kasseckert (2016)

Heiko Kasseckert (* 21. März 1970 in Hanau) ist deutscher Politiker (CDU). Er ist seit 2014 Mitglied des Hessischen Landtags.

## Leben
Heiko Kasseckert absolvierte eine Ausbildung zum Sozialversicherungsfachangestellten bei der Barmer. Vor Beginn seines Landtagsmandats war er als Berater für Kommunen und Unternehmen selbstständig tätig. Er hat zwei Kinder.

## Politik
Heiko Kasseckert gehört der CDU Hessen an und bekleidet mehrere Parteiämter. Von 1996 bis 2008 war er Bürgermeister von Langenselbold. Zum Zeitpunkt seiner Wahl war Kasseckert der jüngste Bürgermeister Deutschlands. Seit 2001 ist er Mitglied im Kreistag des Main-Kinzig-Kreises. Bei der Wahl zum Landrat des Main-Kinzig-Kreises 2005 unterlag er knapp gegen Erich Pipa (SPD). Kasseckert gehörte seit 2001 dem Regionalverband FrankfurtRhein-Main an. Hier übernahm er 2008 das Amt des ersten Beigeordneten und ab 2010 das Amt des Verbandsdirektors. Von diesem Amt wurde er nach Änderung der Mehrheitsverhältnisse durch die Kommunalwahlen 2011 abberufen. Das Amt des Verbandsdirektors war in die Besoldungsgruppe B 8 der Besoldungsordnung B eingruppiert. Kasseckert und sein Beigeordneter Matthias Drexelius klagten gegen ihre Abwahl.
Nach der Wahl 2013 gelang ihm als direkt gewählter Abgeordneter für den Wahlkreis Main-Kinzig II der Einzug in den Hessischen Landtag. Auch bei der Wahl 2018 wurde er im Wahlkreis gewählt. Bei der Landtagswahl 2023 wurde er mit 36,6 % der Erststimmen wiedergewählt.

## Kontroverse
Im Zusammenhang mit dem Gedenken an die neun Mordopfer des rechtsterroristischen Anschlags vom 19. Februar 2020 in Hanau sorgte Kasseckerts Aussage, die Stadt müsse 6 Monate nach dem Anschlag zu einer Normalität zurückkehren können, für Kritik  bei Hinterbliebenen und Opferverbänden.